# XVI settore di copertura Cadore - Carnia
Il XVI Settore di Copertura Cadore - Carnia è uno dei sette settori in cui venne diviso il Vallo Alpino Settentrionale, questo settore si estende dal confine est con l'Alto Adige, con il passo di Monte Croce di Comelico, articolandosi su un territorio montuoso, fino al Tagliamento.

## Sotto-settori
Questo settore comprendeva i seguenti sotto settori:
- XVI/a "Cadore": copriva una vasta zona inclusa tra il limite di C.A., a ovest e l'allineamento monte Peralba - monte Chiadin - forcella Lavardet, monte Tudaio - passo Mauria, a est.
  - Comprendeva: sbarramento passo monte Croce Comelico, sbarramento Cimacanale, sbarramento Santo Stefano di Cadore, sbarramento Val Frison, sbarramento Cima Gogna, sbarramento Passo Cimabanche e sbarramento Passo Tre Croci.
- XVI/b "Val Degano": si estendeva a est del precedente fino alla linea monte Coglians - monte Crostis - sella Valcalda - monte Arvensis - Villa Santina. Comprendeva la Val Degano e le laterali val Pesarina e Valcalda, oltre al massiccio del monte Bivera con la val Lumiei.
  - Comprendeva: sbarramento Sissanis, sbarramento Rio Fulin, sbarramento Comeglians, sbarramento Ampezzo, sbarramento Priuso, sbarramento Socchieve-Preone e sbarramento Invillino.
- XVI/c "Valle del But": compreso tra il monte Coglians e lo Scarniz comprendeva il passo di Monte Croce Carnico, la Valle del But fino alla confluenza con il Chiarsò, oltre alle valli degli affluenti Pontaiba e Gladegna.
  - Comprendeva: sbarramento passo monte Croce Carnico, sbarramento Timau, sbarramento Torre Moscarda, sbarramento But a Priola e sbarramento Villa-Ponte Avons.
- XVI/d "Val Chiarsò": ricavato tra il XVI/c e il limite con il XVII settore comprendeva la val Chiarsò e il basso corso del But fino alla sua confluenza con Tagliamento.
  - Comprendeva: sbarramento Stua Ramaz-Val Chiarsò, sbarramento Ponte Avons-Cavazzo Carnico, sbarramento Cavazzo Carnico-Cuel di Mena e sbarramento Sassotagliato.